# Meristogenys kinabaluensis
Meristogenys kinabaluensis es una especie  de anfibios de la familia Ranidae.

## Distribución geográfica
Se encuentra en Indonesia, Malasia y, posiblemente, en Brunéi.

## Estado de conservación
Se encuentra amenazada de extinción por la pérdida de su hábitat natural.